# Потаємне місце
«Потаємне місце» (англ. The Secret Place) — оповідання Річарда Маккенни 1966 року, видане посмертно в першій збірці «Орбіта».

## Сюжет
Групу геологів посилають у місто Бейкер, штату Орегон під час війни, щоб знайти поклади урану. Існування родовища вважається можливим через те, що декілька років тому в пустелі біля міста було знайдено тіло хлопчика, який в руці тримав торбинку з золотою рудою і кусочком уранового оксиду. Оповідач є одним з групи випускників геологічного факультету, яких дають під розпорядження доктора Льюїса, відправленого знайти родовище. Спочатку Льюїс пробує пояснити що ніякого родовища там бути не може, через те що на всій території пролягає товстий вулканічний шар Міоценової епохи, в якій не розумно шукати пегматитову жилу. Але зрозумівши що сперечатись марно оскільки наказ прийшов «високо з гори», він вирішує окреслити товщину базальтових пластів, що було б вправою для випускників і також точно довело б що уранова руда ніколи там не існувала.
Зрештою група вирушає на обробку результатів, але головного героя залишають для вдавання пошуку. В цей час він натрапляє на міф цього пустинного краю. Місцевим жителям не подобається коли сторонні люди пробують знайти їхній міфічний рудник, чи коли пробують довести що він не існує. Оповідач бере собі в помічниці сестру померлого хлопчика, яка гралася з ним у казкові ігри в пустелі. Дівчина, травмована смертю брата, знає набагато більше ніж може сказати. Поки головний герой наближується до істини про родовище розшифровуючи значення тієї гри, наука і міф зливається в світ який він не може зрозуміти.

## Сприйняття
Твір виграв премію «Неб'юла» і був номінований на «Г'юґо» 1967 року. Джейсон Сенфорд в своєму огляді «Історії які варто прочитати» написав що «„Потаємне місце“ може стояти поряд з найкращими оповіданнями навіть якби була видана сьогодні…». Ґерднер Дозуа відзначив що «…твори (Річарда) ставлять під сумнів природу реальності і досліджують наше хибне та упереджене сприйняття її, з чим, на той час, могли конкурувати тільки твори Філіпа Діка.» Проте, в своєму нарисі «Погляд крізь повільне скло» Роберт Сілверберг зауважив що «…оповідання було незначним твором, і виграш ним „Неб'юли“ було напевно сентиментальністю після раптової смерті всіма любимого автора…», і аргументує що премію мав виграти твір Боба Шоу — «Світло інших днів» (англ. Light of Other Days). Альґіс Будріс також відмітив що багато претендентів на премію були кращими концептуально і більш оригінальними.